# Pudupatti (Virudhunagar)
Pudupatti è una suddivisione dell'India, classificata come town panchayat, di 7.846 abitanti, situata nel distretto di Virudhunagar, nello stato federato del Tamil Nadu. In base al numero di abitanti la città rientra nella classe V (da 5.000 a 9.999 persone).

## Geografia fisica
La città è situata a 09° 35' 05 N e 77° 37' 47 E.

## Società

### Evoluzione demografica
Al censimento del 2001 la popolazione di Pudupatti assommava a 7.846 persone, delle quali 3.806 maschi e 4.040 femmine. I bambini di età inferiore o uguale ai sei anni assommavano a 926, dei quali 449 maschi e 477 femmine. Infine, coloro che erano in grado di saper almeno leggere e scrivere erano 4.680, dei quali 2.647 maschi e 2.033 femmine.